# Sainteny
Sainteny is een plaats en voormalige gemeente in het Franse departement Manche in de regio Normandië en telt 785 inwoners (1999). De plaats maakt deel uit van het arrondissement Saint-Lô.

## Geschiedenis
Op 1 januari 2016 fuseerde de gemeente Saint-Georges-de-Bohon tot de commune nouvelle Terre-et-Marais, waarvan Sainteny de hoofdplaats werd.

## Geografie
De oppervlakte van Sainteny bedraagt 21,4 km², de bevolkingsdichtheid is 36,7 inwoners per km².
De onderstaande kaart toont de ligging van Sainteny met de belangrijkste infrastructuur en aangrenzende gemeenten.

## Demografie
Onderstaande figuur toont het verloop van het inwonertal (bron: INSEE-tellingen).